# Vindhemskyrkan S:ta Birgitta
Vindhemskyrkan är en kyrkobyggnad i Luthagen, Uppsala inom Svenska kyrkan. Den är distriktskyrka tillhörande Uppsala domkyrkoförsamling vilken ingår i Uppsala stift.

## Verksamhet

### Spirans öppna förskola
Likt många andra kyrkor inom både Svenska kyrkan och frikyrkosamfund har Vindhemskyrkan hand om en öppen förskola, vilken går under namnet Spiran. 

### Solrosens heltidsförskola
Heltidsförskolan är en av flera sådana som drivs av Svenska kyrkans församlingar i Uppsala och finansieras med kommunala medel.  

## Historia
Den 23 oktober 1903 invigdes kyrkan av ärkebiskop Johan August Ekman. År 1955 tillkom en klockstapel byggd av trä med hjälp av insamlade medel. I stapeln hänger en klocka som gjutits av insamlade kopparkärl från luthagsbor. Innan klockringningen elektrifierades hjälpte ett 15-tal personer till med att ringa in till gudstjänster.
På bottenvåningen i den nordvästra huskroppen finns kyrkorummet. Under 1970-talet räckte kyrkorummet inte längre till och fick förlängas bakåt. 1989 genomgick koret en kraftig förändring då den fasta inredningen ersattes av ett fristående altare.

## Orgel
Föregående orgel byggdes 1955 av Grönlunds Orgelbyggeri AB, Gammelstad och var en mekanisk orgel med slejflåda. Tonomfånget var 56/30.
| Manual        | Pedal   |
| Gedackt 8'    | Bihängd |
| Principal 4'  |         |
| Rörflöjt 4'   |         |
| Spetsflöjt 2' |         |
| Sifflöjt 1'   |         |

Nuvarande orgel är byggd av Johannes Menzel Orgelbyggeri AB, Härnösand och är mekanisk med växelregister. Tonomfånget är 56/30.
| Manual I Huvudverk | Manual II Svällverk | Pedal      | Koppel  |
| ------------------ | ------------------- | ---------- | ------- |
| Principal 8'       | Borduna 8' *        | Subbas 16' | I/P     |
| Borduna 8' *       | Fl. d'amour 8' *    |            | II/P    |
| Fl. d'amour 8' *   | Oktava 4' *         |            | II/I    |
| Oktava 4' *        | Träflöjt 4' *       |            | II 4'/P |
| Träflöjt 4' *      | Oktava 2' *         |            |         |
| Oktava 2' *        | Kvinta 2 2/3' *     |            |         |
| Kvinta 2 2/3' *    | Ters 1 3/5' *       |            |         |
| Ters 1 3/5' *      |                     |            |         |
| Mixtur II          | Tremulant           |            |         |

* = växelregister

## Vindhemspojkarna
Som ett led i ungdomsarbetet i Vindhemskyrkan grundades den 7 januari 1963 IF Vindhemspojkarna, numera IF VP Uppsala. Från början var rinkbandy föreningens sport, idag är den en välkänd fotbollsklubb. Initiativtagare var den dåvarande ungdomsledaren i Uppsala domkyrkoförsamlings Vindhemsdistrikt Kjell Nilsson, senare prost  i Häverö.

### Tryckt källa
- Vindhem 100 år, Stiftelsen Goda herdars minne, Uppsala, Z-produktion, 2003, ISBN 91-631-4736-X